# Acer eriocarpum
Acer eriocarpum é uma espécie de árvore do gênero Acer, pertencente à família Aceraceae.